# Challenger Series - Newport Beach 2020
Le Challenger Series - Newport Beach 2020, note come Oracle Challenger Series - Newport Beach 2020 per motivi di sponsorizzazione, sono state un torneo di tennis giocato su campi in cemento all'aperto. È stata la terza edizione del torneo, che faceva parte del WTA Challenger Tour 2020 femminile e dell'ATP Challenger Tour maschile. Il torneo si è giocato al Newport Beach Tennis Club di Newport Beach dal 27 gennaio al 2 febbraio 2020.

## Partecipanti ATP Challenger

### Teste di serie
| Nazionalità   | Giocatore          | Ranking* | Testa di serie |
| ------------- | ------------------ | -------- | -------------- |
| Stati Uniti   | Taylor Fritz       | 34       | 1              |
| Stati Uniti   | Frances Tiafoe     | 50       | 2              |
| Serbia        | Miomir Kecmanović  | 54       | 3              |
| Stati Uniti   | Steve Johnson      | 75       | 4              |
| Italia        | Andreas Seppi      | 85       | 5              |
| Canada        | Brayden Schnur     | 103      | 6              |
| Stati Uniti   | Marcos Giron       | 107      | 7              |
| Taipei cinese | Jason Jung         | 126      | 8              |
| Stati Uniti   | Mackenzie McDonald | 129      | 9              |
| Stati Uniti   | Bradley Klahn      | 132      | 10             |
| Ecuador       | Emilio Gómez       | 148      | 11             |
| Romania       | Marius Copil       | 152      | 12             |
| Stati Uniti   | Mitchell Krueger   | 164      | 13             |
| Germania      | Rudolf Molleker    | 165      | 14             |
| Uzbekistan    | Denis Istomin      | 170      | 15             |
| Canada        | Peter Polansky     | 180      | 16             |

* Ranking al 20 gennaio 2020.

### Altri partecipanti
I seguenti giocatori hanno ricevuto una wild card per il tabellone principale:
- Ulises Blanch
- Taylor Fritz
- Govind Nanda
- Michael Redlicki
- Frances Tiafoe

Il seguente giocatore è entrato nel tabellone principale con il protected ranking:
- Raymond Sarmiento

I seguenti giocatori sono passati dalle qualificazioni:
- Alexander Sarkissian
- Agustín Velotti

## Partecipanti WTA

### Teste di serie
| Nazionalità | Giocatrice            | Ranking* | Testa di serie |
| ----------- | --------------------- | -------- | -------------- |
| Stati Uniti | Jessica Pegula        | 66       | 1              |
| Stati Uniti | Taylor Townsend       | 79       | 2              |
| Stati Uniti | Christina McHale      | 84       | 3              |
| Germania    | Tatjana Maria         | 87       | 4              |
| Stati Uniti | Madison Brengle       | 95       | 5              |
| Svizzera    | Stefanie Vögele       | 117      | 6              |
| Stati Uniti | Francesca Di Lorenzo  | 122      | 7              |
| Stati Uniti | Nicole Gibbs          | 124      | 8              |
| Stati Uniti | Usue Maitane Arconada | 131      | 9              |
| Stati Uniti | Allie Kiick           | 138      | 10             |
| Paraguay    | Verónica Cepede Royg  | 146      | 11             |
| Belgio      | Yanina Wickmayer      | 147      | 12             |
| Stati Uniti | Shelby Rogers         | 155      | 13             |
| Ucraina     | Anhelina Kalinina     | 157      | 14             |
| Stati Uniti | Robin Anderson        | 161      | 15             |
| Stati Uniti | Varvara Lepchenko     | 166      | 16             |

* Ranking al 20 gennaio 2020.

### Altre partecipanti
Le seguenti giocatrici hanno ricevuto una wildcard per il tabellone principale:
- Kayla Day
- Allie Kiick
- Katie Volynets
- Sophia Whittle

La seguente giocatrice è entrata in tabellone con il protected ranking:
- Irina Falconi

Le seguenti giocatrici sono passate dalle qualificazioni:
- Quinn Gleason
- Eri Hozumi

## Punti

### Femminile
| Evento              | V   | F  | SF | QF | 3T   | 2T   | 1T | Q    | Q1   |
| Singolare femminile | 160 | 95 | 57 | 29 | 15   | 8    | 1  | 4    | 1    |
| Doppio femminile    | 160 | 95 | 57 | 29 | N.D. | N.D. | 1  | N.D. | N.D. |

## Montepremi

### Femminile
| Evento              | V       | F       | SF     | QF     | 3T     | 2T     | 1T     | Q    | Q1   |
| Singolare femminile | $24,000 | $13,500 | $7,530 | $4,875 | $2,580 | $1,575 | $1,130 | N.D. | $450 |
| Doppio femminile    | $8,000  | $4,000  | $2,000 | $1,000 | N.D.   | N.D.   | $700   | N.D. | N.D. |

## Campioni

### Singolare maschile
Thai-Son Kwiatkowski ha sconfitto in finale  Daniel Elahi Galán con il punteggio di 6–4, 6–1.

### Singolare femminile
Madison Brengle ha sconfitto in finale  Stefanie Vögele con il punteggio di 6–1, 3–6, 6–2.

### Doppio maschile
Ariel Behar /  [Gonzalo Escobar hanno sconfitto in finale  Antonio Šančić /  Tristan-Samuel Weissborn con il punteggio di 6–2, 6–4.

### Doppio femminile
Hayley Carter /  Luisa Stefani hanno sconfitto in finale  Marie Benoît /  Jessika Ponchet col punteggio di 6–1, 6–3.